# 德永俊昭
德永 俊昭（とくなが としあき、1967年〈昭和42年〉3月15日 - ）は、日本の経営者。

## 学歴
- 茨城県日立市出身、茨城県立水戸第一高等学校卒業[1]
- 1990年3月 東京大学工学部卒業[2]。

## 職歴
- 1990年4月 - 日立製作所入社
- 2006年4月 - 日立製作所 情報・通信グループ 金融システム事業部 金融システム第一本部 第一部長
- 2014年4月 - 日立製作所 情報・通信システムグループ 情報・通信システム社 サービス事業本部 スマート情報システム統括本部長
- 2017年4月 - 日立アプライアンス株式会社 取締役社長
- 2018年4月 - 日立製作所 生活・エコシステム事業統括本部長／日立アプライアンス株式会社 取締役社長
- 2019年4月 - 日立製作所 執行役常務 サービス&プラットフォームビジネスユニットCOO／日立グローバルデジタルホールディングス社（現 日立デジタル社）取締役会長／日立ヴァンタラ社取締役会長
- 2020年4月 - 日立製作所 執行役専務 サービス&プラットフォームビジネスユニットCEO／日立グローバルデジタルホールディングス社取締役会長 兼 CEO／日立ヴァンタラ社取締役会長 兼 CEO
- 2021年4月 - 日立製作所 代表執行役 執行役副社長 社長補佐(システム&サービス事業、ディフェンス事業担当)、システム&サービスビジネス統括責任者兼システム&サービスビジネス統括本部長 兼 社会イノベーション事業統括責任者／日立グローバルデジタルホールディングス社取締役会長 兼 CEO
- 2022年4月 - 日立製作所 代表執行役 執行役副社長 社長補佐(金融事業、公共社会事業、ディフェンス事業、サービス・プラットフォーム事業、社会イノベーション事業推進、デジタル戦略担当)、デジタルシステム＆サービス統括本部長／日立デジタル社取締役会長
- 2023年4月 - 日立製作所 代表執行役 執行役副社長 社長補佐(クラウドサービスプラットフォーム事業、デジタルエンジニアリング事業、金融事業、公共社会事業、ディフェンス事業、社会イノベーション事業推進、デジタル戦略担当)、デジタルシステム＆サービス統括本部長
- 2024年4月 - 日立製作所 代表執行役 執行役副社長 社長補佐(成長戦略、クラウドサービスプラットフォーム事業、デジタルエンジニアリング事業、金融事業、公共社会事業、ディフェンス事業、社会イノベーション事業推進、デジタル戦略担当)、デジタルシステム＆サービス統括本部長
- 2025年4月 - 日立製作所 代表執行役 執行役社長 兼 CEO [3]